# 納穆通巴區
納穆通巴區是非洲中部國家烏干達的111個區之一，由東部區負責管轄，首府是納穆通巴，距離金賈約88公里，主要的經濟產業有自給農業和畜牧業，2010年人口估計為249,900。

## 外部連結
- Namutumba District Information Portal
- Website of Mpolya Library

00°21′N 33°03′E / 0.350°N 33.050°E